# Craton du Kalahari

Emplacements des cratons du Mésoprotérozoïque (> 1.3 Ga) en Afrique et Amérique du Sud.

Le craton du Kalahari est un craton, partie ancienne et stable de la lithosphère continentale, qui sous-tend une large partie de l'Afrique du Sud et qui se compose du craton du Kaapvaal, du craton du Zimbabwe, de la ceinture du Limpopo et de la ceinture de Namaqua. 